# Mittelfürkelt
Mittelfürkelt ist eine Hofschaft in der bergischen Großstadt Solingen.

## Lage und Beschreibung
Mittelfürkelt befindet sich im Stadtbezirk Burg/Höhscheid zwischen den beiden Solinger Stadtteilen Höhscheid und Widdert. Der Ort liegt abgeschieden und von landwirtschaftlichen Flächen umgeben am südlichen Talhang des Weinsberger Baches. Er befindet sich zwischen Unten- und Obenfürkelt an der nach ihm benannten Straße Mittelfürkelt. Östlich fließt, von Widdert kommend, der Mittelfürkelter Bach, der im Norden in den Weinsberger Bach mündet. Im Ort sind noch einzelne historische Fachwerkhäuser erhalten.
Benachbarte Orte sind bzw. waren (von Nord nach West): Weinsberg, Bechershäuschen, Grünental, Vockert, Obenfürkelt, Obenwiddert, Heide, Kulle, Johänntgesbruch und Untenfürkelt.

## Etymologie
Der Ortsname Fürkelt hat den gleichen Ursprung wie der Gräfrather Ortsname Fürkeltrath (Vurkelroide, Vorkelraide).
Das Bestimmungswort Fürk steht laut Brangs für den Föhrenbaum (= die Kiefer). Das Suffix -rath deutet auf eine Rodung hin. Demzufolge handelt es sich bei Fürkeltrath um die Rodung der Kiefern, die nötig war, um den Ort zu besiedeln. Laut Dittmaier geht das Bestimmungswort auf den Personennamen Fulkilo (mit Dissimilation des ersten l in r) zurück.

## Geschichte
Fürkelt ist seit dem 15. Jahrhundert nachweisbar, der Ort wird erstmals 1487 als Vurkelroide, Vorkelraide erwähnt.:1 Er erscheint auch im Zehntverzeichnis der Abtei Altenberg von 1488. Im Jahre 1661 wird ein Johann Olig zu Fürrik erwähnt. In dem Kartenwerk Topographia Ducatus Montani von Erich Philipp Ploennies, Blatt Amt Solingen, aus dem Jahre 1715 ist der Ort mit zwei Hofstellen verzeichnet und als Furckelt benannt, später gingen die drei Orte Oben-, Mittel- und Untenfürkelt daraus hervor. Alle drei Orte wurden in den Registern der Honschaft Höhscheid innerhalb des Amtes Solingen geführt. Die Topographische Aufnahme der Rheinlande von 1824 verzeichnet alle drei Orte als Fürkelt benannt, die Preußische Uraufnahme von 1844 verzeichnet den heutigen Ort Mittelfürkelt abgekürzt als Mitt. Fürkelt. In der Topographischen Karte des Regierungsbezirks Düsseldorf von 1871 ist der Ort lediglich als Fürkelt verzeichnet.
Nach Gründung der Mairien und späteren Bürgermeistereien Anfang des 19. Jahrhunderts gehörte der Ort zur Bürgermeisterei Höhscheid, die 1856 das Stadtrecht erhielt und lag dort in der Flur IV. Widdert. Mit der Städtevereinigung zu Groß-Solingen im Jahre 1929 wurde Untenfürkelt schließlich ein Ortsteil Solingens.
Bedingt durch seine abgeschiedene Lage behielt der Ort bis heute seinen Hofschaftscharakter bei, auch sind im Ort noch mehrere historische Fachwerkhäuser erhalten.